# Parafia Ewangelicko-Augsburska w Koszalinie
Parafia Ewangelicko-Augsburska w Koszalinie – parafia luterańska w Koszalinie, należąca do diecezji pomorsko-wielkopolskiej Kościoła Ewangelicko-Augsburskiego w RP. Mieści się przy ulicy Połczyńskiej.

## Historia
Parafia ewangelicko-augsburska w Koszalinie została powołana z dniem 1 lutego 1993, na mocy decyzji Konsystorza z 28 stycznia 1993. Miała służyć zarówno polskojęzycznym, jak i niemieckim luteranom zamieszkującym miasto i okolice. Nabożeństwa odbywały się początkowo w kościele współużytkowanym przez zbór Kościoła Ewangelicko-Metodystycznego oraz Zielonoświątkowego.
Pracę w parafii rozpoczął w 1998 ks. Janusz Staszczak, pełniąc funkcję wikariusza. W 1999 zbór odzyskał budynek kaplicy św. Gertrudy, gdzie zostały przeniesione posługi religijne. Obiekt został poświęcony 7 maja 2000 przez ks. bp. Jana Szarka.
1 marca 2001 ks. Staszczak objął urząd proboszcza-administratora parafii.
Na przełomie stycznia i lutego 2002 w Koszalinie została utworzona stacja Diakonii, a jej pierwszą siedzibą został budynek przy ul. Mireckiego 2, który został zakupiony na rzecz parafii ze środków fundacji „Rita von Gaudecker“. Dom Diakonii stał się również miejscem organizowania pierwszych spotkań parafialnych, czy godzin biblijnych.
Na skutek rewindykacji mienia, na własność parafia otrzymała również grunt położony w pobliżu kaplicy. Na tym miejscu 28 lipca 2002 położony został uroczyście kamień węgielny pod budowę Centrum Parafialnego. Prace zostały zakończone i budynek poświęcono 17 maja 2008. W uroczystym otwarciu obiektu uczestniczył biskup kościoła ks. Janusz Jagucki, biskup diecezji pomorsko-wielkopolskiej ks. Michał Warczyński, biskup diecezji wrocławskiej Ryszard Bogusz, biskup Jan Szarek oraz inni duchowni polscy i zagraniczni, również innych wyznań, a także przedstawiciele Konsystorza i Synodu Kościoła.
7 grudnia 2008 dokonano wyboru dotychczasowego administratora parafii, ks. Janusza Staszczaka na proboszcza, który objął stanowisko  18 stycznia 2009.

## Współczesność
Nabożeństwa sprawowane są w każdą niedzielę oraz święta w kaplicy Jezusa Dobrego Pasterza, położonej w Centrum Parafialnym. Ponadto w pierwszą niedzielę każdego miesiąca oraz niektóre święta prowadzone jest dodatkowe nabożeństwo w języku niemieckim.
Ponadto raz w miesiącu sprawowane są niemieckojęzyczne nabożeństwa w filiałach w Białogardzie i Szczecinku, a także polskojęzyczne w kaplicy w Świdwinie. Parafia posiadała również niemieckojęzyczny filiał w Wołczy Wielkiej z własnym kościołem, jednak ze względu zły stan techniczny świątyni, budynek został przekazany w 2020 na rzecz gminy Miastko z przeznaczeniem na cele kulturalne.
Przy parafii działa stacja Diakonii Kościoła Ewangelicko-Augsburskiego. Diakonia oprócz pracy charytatywnej, prowadzenia warsztatów i zajęć dla dzieci zajmuje się prowadzeniem punktu informacyjnego oraz kursów językowych dla obcokrajowców. Działa również wypożyczalnia sprzętu rehabilitacyjnego. Siedzibą stacji diakonijnej pozostaje Centrum Parafialne.
Działalność prowadzi chór, liczący 40 członków. W ramach projektu Misja Koszalin organizowane są zajęcia aktywizacyjne dla dzieci oraz seniorów, Klub Kobiet, koncerty, wystawy oraz ewangelizacje i inne spotkania.